# Draycott in the Clay
Draycott in the Clay är en civil parish i Storbritannien.   Den ligger i grevskapet Staffordshire och riksdelen England, i den södra delen av landet, 190 km nordväst om huvudstaden London. Antalet invånare är 862. Arean är 7,4 kvadratkilometer.
Terrängen i Draycott in the Clay är platt.